# Cambeva zonata
Cambeva zonata es una especie de peces de la familia Trichomycteridae en el orden de los Siluriformes.

## Morfología
• Los machos pueden llegar alcanzar los 6,2 cm de longitud total.

## Distribución geográfica
Se encuentra en los ríos costeros entre Santa Catarina y  São Paulo (Brasil ).